# Gibbomesosella nodulosa
Gibbomesosella nodulosa är en skalbaggsart som först beskrevs av Maurice Pic 1932.  Gibbomesosella nodulosa ingår i släktet Gibbomesosella och familjen långhorningar. Inga underarter finns listade i Catalogue of Life.